# Македонски глас (1911 – 1912)
Вижте пояснителната страница за други значения на Македонски глас.
„Македонски глас“ е български вестник, излизал от 1911 до 1912 година в САЩ.
Вестникът започва да излиза седмично през пролетта на 1911 година в Гранит Сити, в който има голяма българска колония от Македония. Редактори са му Жеко Банев и А. Николов. Тематиката му е освобождението на намиращата се под османска власт Македония. Абонаментът е 1 долар годишно. Излизат няколко броя. Вестникът спира през февруари 1912 година.